# Initiative citoyenne européenne
Cet article ne doit pas être confondu avec l'initiative citoyenne française.
Pour les articles homonymes, voir ICE.
L'initiative citoyenne européenne (ICE) est une innovation du traité de Lisbonne ouvrant un droit d'initiative politique à un rassemblement d'au moins un million de citoyens de l'Union européenne, venant d'au moins sept pays membres. La Commission européenne peut ainsi être amenée à rédiger de nouvelles propositions d'actes juridiques de l'Union dans les domaines relevant de ses attributions, sans y être obligé.

## Historique du cadre

### Émergence du concept lors de la Convention Européenne (2001 - 2007)
L'introduction du droit d'initiative à l'échelle de l'Union européenne (UE) est le fruit d'une campagne de lobbying concerté de trois ONGs (Democracy International, Mehr Demokratie et Initiative and Referendum Institute Europe). Cette campagne débute vers 2001 lors de la Convention sur l'avenir de l'Europe. Grâce au soutien de 43 membres de la convention, dont en particulier Valery Giscard d'Estaing, le député européen français Alain Lamassoure, et l'allemand Jürgen Meyer (de)), un article introduisant le principe de l'initiative citoyenne européenne (ICE) est adopté dans le sprint final, lors de l'ultime assemblée plénière de la convention.
À la suite de la non-ratification du traité établissant une Constitution pour l'Europe de 2004, l'article sur l'ICE sera néanmoins repris (et inchangé) en 2007 dans l'article 11 du traité de Lisbonne. Il faudra attendre 2012 pour que le principe soit transcrit dans le règlement de l'Union européen, et que le système de collecte des signatures soit opérationnel.

### Premier cadre juridique (2007-2015)
L'initiative citoyenne européenne est introduite par l'article 11 du traité sur l'Union européenne (TUE) tel que modifié par le traité de Lisbonne en 2007. La proposition détaillée des procédures et conditions requises de l'initiative citoyenne européenne est présentée par la Commission européenne le 31 mars 2010 et son règlement est adopté le 15 décembre 2010 par 628 voix pour, 15 voix contre et 24 abstentions. Ce premier règlement relatif à l'ICE est applicable du 1er avril 2012 jusqu'au 31 décembre 2019. À partir du 1er janvier 2020, le nouveau règlement relatif à l'ICE est applicable.

### Réforme (2015-2016)
Après trois années de mise en place, il était convenu que la réglementation devrait être révisée et réformée. En avril 2015, 21 initiatives citoyennes signent une lettre ouverte appelant la Commission à réformer en profondeur le mécanisme de l'ICE : « Il faut qu'il devienne facile pour les citoyens de soutenir ou d'organiser une ICE. Sinon, l'ICE disparaitra faute d'être utilisée. »
Le 28 octobre 2015, le Parlement européen adopte un rapport d'initiative à l'attention du vice-président de la Commission, Frans Timmermans, visant à améliorer et faciliter l'utilisation de l'ICE par la société civile. Mais depuis lors, la Commission européenne a toujours refusé d'initier une révision du règlement européen, se contentant de la modification de certaines annexes du texte.
En 2016, plus de 40.000 citoyens signent une pétition pour que la Commission réagisse.

## Cadre depuis 2020
Depuis le 1er janvier 2020, le règlement du 17 avril 2019 est applicable. L'article 26 de ce nouveau règlement abroge le règlement UE numéro 211/2011 au 1er janvier 2020 et précise que les références au règlement abrogé s'entendent comme faites au nouveau règlement .

### Conditions de recevabilité
Tout d'abord, pour être enregistrée, une initiative doit vérifier certaines conditions préalables.
- Le groupe des citoyens, composé d'au moins sept citoyens résidant dans au moins sept États différents de l'UE, est constitué et les personnes de contact ont été désignées.
- La proposition d'initiative n'est pas manifestement en dehors du cadre des attributions de la Commission[11].
- La proposition d'initiative n'est pas manifestement abusive, fantaisiste ou vexatoire.
- La proposition d'initiative n'est pas manifestement contraire aux valeurs de l'Union telles qu'énoncées à l'article 2 du traité sur l'UE[12].
- La proposition d'initiative peut promouvoir la création et/ou la ratification d'une loi, mais pas la non ratification[13]. Cette condition a été réfutée par la Cour de justice de l'Union européenne dans un jugement du 10 mai 2017, portant sur le refus de la Commission européenne de répondre à l'initiative visant à promouvoir un débat public sur le Partenariat transatlantique de commerce et d'investissement[14],[15]. Ce jugement n'a cependant pas contraint la Commission à revoir sa position[15].
- La proposition d'initiative ne peut destituer une loi ou un traité[14].

Un certain nombre de projets se sont ainsi vu refuser leur enregistrement depuis le lancement de la procédure.
Une fois enregistrée, l'initiative citoyenne européenne doit satisfaire aux conditions suivantes :
- recueillir au moins un million de signatures dans au moins 7 États membres de l'Union ;
- les signatures doivent être collectées dans l'année suivant la confirmation de l'enregistrement de la proposition par la Commission.

Le nombre minimum de signatures par État est calculé en multipliant son nombre de députés au Parlement européen par le nombre total de députés au Parlement européen (720 depuis le 16 juillet 2024). Ce nombre varie donc de 4 320 signatures à Malte/Chypre/Luxembourg à 69 120 signatures en Allemagne.

### Suivi par la Commission des initiatives réussies
La Commission dispose ensuite de trois mois pour étudier l'initiative, et ce après que les États membres ont vérifié les signatures collectées.

## Historique des initiatives citoyennes européennes
Un certain nombre de projets d'initiative déposés avant le 1er avril 2012 ont été rejetés par la Commission européenne, car la procédure n'était pas encore ouverte. Une tentative d'initiative citoyenne européenne avait par exemple été remise à la Commission européenne le 9 décembre 2010, appelant à un « moratoire sur les cultures OGM et à la création d'un organisme éthique et scientifique indépendant chargé de réaliser des analyses et d'organiser la régulation des OGM ». La pétition avait été lancée par Greenpeace en mars 2010 et avait atteint le million de signatures le 28 septembre 2010.
La Commission européenne a symboliquement choisi la date du 9 mai 2012, journée de l'Europe, comme date officielle de lancement de la première initiative. Cinq autres initiatives ont été lancées dans les jours qui ont suivi, puis d'autres encore par la suite. À la suite des difficultés rencontrées par les organisateurs au cours de la phase de lancement de l'initiative citoyenne, un nouveau délai a été accordé à tous les projets initiés avant le 1er novembre 2012, leur permettant de clôturer l'initiative au 1er novembre 2013.
Right to water est la première initiative à annoncer atteindre le million de signatures, le 10 février 2013. Les organisateurs décident de poursuivre à rassembler les signatures, jusqu'à la fin officielle de la période étendue de recueil, au 1er novembre 2013,. Par la suite, l’initiative Un de nous a elle aussi franchi le cap du million de signatures le 12 septembre 2013. Une troisième franchit le million de signatures en 2013 : Stop Vivisection, lors des dix derniers jours de collecte.
Fin mai 2014, deux initiatives citoyennes reçoivent une réponse de la Commission européenne, sur les trois parvenues à dépasser le million de signatures. Right to water, auditionnée le 17 février 2014,, pour une réponse le 19 mars, et Un de nous, auditionnée le 10 avril 2014, pour une réponse le 28 mai. La première initiative considère que « la Commission manque d’ambition dans sa réponse » et regrette notamment « qu'il n'y ait pas de proposition de loi reconnaissant le droit humain à l'eau ». La seconde essuie un refus de la Commission européenne, à la suite de quoi le comité de coordination de Un de Nous dénonce une décision politique et compte déposer un recours devant la Cour européenne de justice. La Commission a également rejeté l'initiative Stop Vivisection après une audience controversée au Parlement européen ; les organisateurs dénonçant un déséquilibre du temps de parole.
Sur la cinquantaine d’initiatives déposées au total, seules quatre ont abouti en 2019. Le recours au dispositif a sensiblement baissé, passant de 51 propositions durant les trois premières années de mise en œuvre à 19 durant les trois années suivantes.

## Liste des initiatives
Sur le site de la Commission européenne, sont référencées :
- Les initiatives en cours[37] ;
- Les initiatives retirées par les organisateurs[38] ;
- Les initiatives n'ayant pas réuni le nombre requis de déclarations de soutien dans le délai prescrit d'un an[39] ;
- Les initiatives réussies, à savoir celles qui sont parvenues à recueillir le nombre requis de déclarations de soutien[40].

Légende
- E : échouée
- EC : en cours
- R : retirée
- R&R : retirée puis relancée
- S : succès

| N° et fiche CE           | Intitulé | Objet | Site Internet | Lanc.           | Retirée                        | Fin             | Signat.           | St.    |
| ------------------------ | --- | --- | ------------- | --------------- | ------------------------------ | --------------- | ----------------- | ------ |
| 2012                     | | |               |                 |                                |                 |                   |        |
| 2012/ 000001             | Fraternité 2020 – Mobilité. Progrès. Europe. | F2020 veut améliorer les programmes d'échange de l'UE, tels Erasmus ou le SVE, afin de contribuer à une Europe unie, fondée sur la solidarité entre les citoyens. | Site          | 9 mai 2012      |                                | 1er nov. 2013   | 70 412            | E      |
| 2012/ 000002             | Single Communication Tariff Act. | Un forfait mensuel unique, tout compris, pour téléphoner depuis n'importe où en Europe vers n'importe où en Europe au même prix. | Twitter       | 10 mai 2012     | 3 déc. 2012 Voir 2012/000016   |                 | ?                 | R&R    |
| 2012/ 000003             | L'eau et l'assainissement sont un droit humain ! L'eau est un bien public, pas une marchandise ! | Nous invitons la CE à proposer une législation qui fasse du droit à l'eau et à l'assainissement un droit humain au sens que lui donnent les Nations unies, et à promouvoir la fourniture d'eau et l'assainissement en tant que services publics essentiels pour tous. | Site          | 10 mai 2012     |                                | 1er nov. 2013   | 1 682 285         | S(1)   |
| 2012/ 000004             | Directive européenne sur les vaches laitières. | Une directive européenne pour améliorer et harmoniser la protection des 23 millions de vaches laitières en Europe, et garantir des standards minimums qui permettront d’améliorer leur protection comme cela a pu être le cas pour la législation spécifique à d’autres espèces comme les porcs et la volaille. [Protection — au sens du bien-être animal — des vaches laitières.]   |               | 10 mai 2012     | 20 juill. 2012                 |                 | ?                 | R      |
| 2012/ 000005             | Un de nous. | La protection juridique de la dignité, du droit à la vie et à l'intégrité de tout être humain depuis la conception dans les domaines de compétence de l'UE où cette protection s'avère d'une importance particulière. | Site          | 11 mai 2012     |                                | 1er nov. 2013   | 1 721 626         | S      |
| 2012/ 000006             | Let me vote. | Compléter les droits du citoyen européen énumérés par l'article 20§2 TFUE, par un droit de vote à toute élection politique dans l'État membre de résidence dans les mêmes conditions que les ressortissants de cet État. | (de) Site     | 11 mai 2012     | 29 janv. 2013 Voir 2013/000003 |                 | ?                 | R&R    |
| 2012/ 000007             | Stop vivisection. | Proposition d'un cadre législatif visant à l'abolition de l’expérimentation animale dans l'UE. | Site          | 22 juin 2012    |                                | 1er nov. 2013   | 1 326 807         | S      |
| 2012/ 000008             | Pour une éducation européenne de qualité pour tous. | L'avenir de l'Europe dépend de l'éducation, de la façon dont on y enseigne et apprend. Des objectifs éducatifs communs, reflétant les valeurs fondamentales de l'UE, devraient être au cœur des réponses aux défis actuels. [sur un modèle éducatif européen aux niveaux primaire et secondaire]                                                                                     |               | 16 juill. 2012  |                                | 1er nov. 2013   | ?                 | E      |
| 2012/ 000009             | Pour une gestion responsable des déchets, contre les incinérateurs. | Proposer à la CE des principes cadres pour garantir une gestion et un traitement responsable des déchets par tous les États membres de l'UE. | Site          | 16 juill. 2012  |                                | 1er nov. 2013   | ?                 | E      |
| 2012/ 000010             | Suspension du paquet énergie et climat de l'UE. | Suspension du paquet énergie-climat de l'UE adopté en 2009 (à l'exception des clauses relatives à l'efficacité énergétique) et des réglementations consécutives, jusqu'à la signature de l’accord international sur les émissions de CO2 par les plus grands émetteurs comme la Chine, les États-Unis et l'Inde.                                                                     |               | 8 août 2012     |                                | 1er nov. 2013   | ?                 | E      |
| 2012/ 000011             | Central public online collection platform for the European Citizen Initiative. | We want to enable all European Citizens to participate in the European politics. Therefore we have to provide a low barrier tool which works instantly and without technical expertise. [Pour un meilleur outil de démocratie directe.] | Site          | 27 août 2012    |                                | 1er nov. 2013   | ?                 | E      |
| 2012/ 000012             | End Ecocide in Europe: A Citizens’ Initiative to give the Earth Rights. [Arrêtons l'écocide en Europe : une initiative des citoyens pour donner des droits à la Terre.]                                     | We invite the European Commission to adopt legislation to prohibit, prevent and pre-empt Ecocide, the extensive damage, destruction to or loss of ecosystems. | Site          | 1er oct. 2012   | 21 janv. 2013 Voir 2013/000002 |                 | ?                 | R&R    |
| 2012/ 000013             | Initiative européenne pour le pluralisme des médias. | Protéger le pluralisme des médias par une harmonisation partielle des règles nationales relatives à la propriété des médias et sa nécessaire transparence, aux conflits d'intérêts avec les instances politiques, à l’indépendance des organes de régulation et de contrôle des médias.                                                                                              | (en) Site     | 5 oct. 2012     | 20 août 2013 Voir 2013/000007  |                 | ?                 | R&R    |
| 2012/ 000014             | 30 km/h - redonnons vie à nos rues ! | Nous suggérons une limitation de vitesse standard de 30 km/h au sein de l'UE pour les zones urbaines/résidentielles. Si elles peuvent démontrer que les besoins environnementaux et de sécurité des usagers les plus vulnérables sont respectés, les collectivités locales pourront mettre en place d'autres limitations de vitesse.                                                 | Site          | 13 nov. 2012    |                                | 13 nov. 2013    | 35 757            | E      |
| 2012/ 000015             | Kündigung Personenfreizügigkeit Schweiz. | Kündigung der Personenfreizügigkeit mit der Schweiz durch den Rat und den Mitgliedsländern. |               | 19 nov. 2012    | 4 fév. 2013                    |                 | ?                 | R      |
| 2012/ 000016             | Single Communication Tariff Act. | Un forfait mensuel unique, tout compris, pour téléphoner depuis n'importe où en Europe vers n'importe où en Europe au même prix. |               | 3 déc. 2012     | Voir 2012/000002               | 3 déc. 2013     | ?                 | E      |
| 2013                     | | |               |                 |                                |                 |                   |        |
| 2013/ 000001             | Revenu de base inconditionnel - Explorer une voie vers des conditions sociales émancipatrices dans l'UE. | Demander à la Commission d’encourager la coopération entre les États-membres (tel que spécifié par l’article 156 du TFUE) afin d’explorer le revenu de base inconditionnel comme un outil pour améliorer leurs systèmes de sécurité sociale respectifs. | Site          | 14 janv. 2013   |                                | 14 janv. 2014   | 293 806           | E      |
| 2013/ 000002             | Arrêtons l'Écocide en Europe : une Initiative des Citoyens pour donner des Droits à la Terre. | Nous invitons la CE à adopter une loi permettant d’interdire, d’empêcher et de prévenir l’écocide, à savoir l’endommagement important, la destruction ou la perte d’écosystèmes d’un territoire donné. | Site          | 21 janv. 2013   | Voir 2012/000012               | 21 janv. 2014   | 126 829           | E      |
| 2013/ 000003             | Let me vote. | Compléter les droits du citoyen européen énumérés par l’article 20§2 TFUE, par un droit de vote à toute élection politique dans l'État membre de résidence dans les mêmes conditions que les ressortissants de cet État. | (de) Site     | 28 janv. 2013   | Voir 2012/000006               | 28 janv. 2014   | 3 603             | E      |
| 2013/ 000004             | Act 4 Growth. | This ECI has 4 concrete proposals for policy intervention to develop female entrepreneurship as a strategy for sustainable economic growth in Europe. [pour le développement de l'entrepreneuriat féminin.] |               | 10 juin 2013    |                                | 10 juin 2014    | 1 052             | E      |
| 2013/ 000005             | Teach for Youth - Upgrade to Erasmus 2.0. | Éliminer les inégalités éducatives au sein de l'UE en recrutant de récents diplômés (licence ou master) très motivés et de très bon niveau pour enseigner une à deux années dans des zones urbaines et rurales défavorisées à travers l'UE. | (en) Site     | 17 juin 2013    | 15 juin 2014                   |                 | ?                 | R      |
| 2013/ 000006             | L’éducation est un investissement ! Ne la prenons pas en compte dans le calcul de nos déficits publics ! | Notre proposition est d'exclure du calcul des dépenses publiques, et donc du déficit de chaque pays, la part des dépenses publiques allouées à l'éducation inférieure à la moyenne des dépenses d'éducation des pays de la zone euro sur les 5 dernières années. | (en) Site     | 6 août 2013     |                                | 6 août 2014     | ?                 | E      |
| 2013/ 000007             | Initiative européenne pour le pluralisme des médias. | Protéger le pluralisme des médias par une harmonisation partielle des règles nationales relatives à la propriété des médias et sa nécessaire transparence, aux conflits d’intérêts avec les instances politiques, à l’indépendance des organes de régulation et de contrôle des médias.                                                                                              | (en) Site     | 19 août 2013    | Voir 2012/000013               | 19 août 2014    | 31 066            | E      |
| 2013/ 000008             | Weed like to talk. | Une réponse européenne à un problème européen : légalisons le cannabis. L’ICE « Weed like to talk » œuvre pour la mise en place d’une politique commune de réglementation et de contrôle de la production, de la vente et de la consommation de cannabis. |               | 20 nov. 2013    |                                | 20 nov. 2014    | 169 791           | E      |
| 2013/ 000009             | Initiative européenne pour le libre vapotage. | Législation sur la classification des cigarettes électroniques et produits associés en produit de consommation courante et non en produit pharmaceutique ou en produits du tabac, indépendamment de la présence de nicotine. | (en) Page     | 25 nov. 2013    |                                | 25 nov. 2014    | 181 000,          | E      |
| 2014                     | | |               |                 |                                |                 |                   |        |
| 2014/ 000001             | Turn me Off! | Prohibit the practice of leaving the lights on in shops and offices when unoccupied. [Interdire l'éclairage des commerces et bureaux quand ils sont inoccupés.] | (en) Site     | 3 fév. 2014     | 22 avr. 2014                   |                 | ?                 | R      |
| 2014/ 000002             | New Deal 4 Europe - Pour un plan européen extraordinaire de développe-ment durable et de création d'emplois.                                                                                                | Un plan d'investissements publics en vue de faire sortir l'Europe de la crise moyennant le développement d'une société de la connaissance et la création de nouveaux emplois, en particulier pour les jeunes. | (en) Site     | 7 mars 2014     | 30 janv. 2015                  |                 | ?                 | R      |
| 2014/ 000003             | MovEurope. | Creation of MovEurope Card. A card reducing transport and accommodation costs on the weekend of May 9th in order to celebrate the European Union in a European city (on an annual rotating basis). [pour la création d'une carte Moveurope réduisant les frais de transport et de logistique le week-end du 9 mai, pour célébrer l'UE]                                               |               | 24 mars 2014    | 26 juin 2014                   |                 | ?                 | R      |
| 2014/ 000004             | Pour une Europe plus juste, neutralisons les sociétés écrans. | Introduire dans un instrument juridique du droit des sociétés des mesures visant à assurer la transparence des personnes morales et des constructions juridiques. |               | 1er oct. 2014   |                                | 1er oct. 2015   | ?                 | E      |
| 2014/ 000005             | Vite l'Europe sociale ! Pour une coopération renforcée des États membres contre la pauvreté en Europe. | Encourager la coopération entre les États membres de l´UE pour lutter contre l´exclusion sociale avec pour objectif de faire passer le taux de personnes vivant sous le seuil de pauvreté sous la barre des 3 %. |               | 19 déc. 2014    |                                | 19 déc. 2015    | ?                 | E      |
| 2015                     | | |               |                 |                                |                 |                   |        |
| 2015/ 000001             | À l'écoute. | Renforcer législativement la confidentialité des communications entre particuliers et notamment des écoutes téléphoniques entre l'avocat et son client, condition nécessaire du libre exercice des droits de la défense. |               | 9 fév. 2015     | 22 oct. 2015                   |                 | ?                 | R      |
| 2015/ 000002             | Une Europe équitable dans le secteur des transports – Égalité de traitement pour tous les travailleurs du secteur des transports.                                                                           | Propositions législatives et non législatives pour garantir une concurrence loyale et l’égalité de traitement des travailleurs des différents modes de transport. | (en) Page     | 14 sept. 2015   |                                | 14 sept. 2016   | ?                 | E      |
| 2015/ 000003             | Stop plastic in the sea. | Au regard de l’impact préoccupant des déchets plastiques sur l’environnement marin, nous demandons à la Commission d’élaborer une réglementation encore plus ambitieuse sur ces déchets pour éviter leur présence en mer. | Site Doc.     | 19 oct. 2015    |                                | 19 oct. 2016    | ?                 | E      |
| 2015/ 000004             | Vi vill att WHO:s rekommendationer efterföljs. Cannabis ska bli avkriminali-serat med reglering. [Nous voulons suivre les recommandations de l'OMS. Le cannabis sera décriminalisé dans la réglementation.] | Cannabis är den mest konsumerade drogen. Hälften av alla narkotikabeslag i världen är cannabisbeslag, resurser som används till rättsväsendet ska istället gå till att stärka hälsan hos medborgarna. |               | 30 nov. 2015    | 9 mars 2016                    |                 | ?                 | R      |
| 2015/ 000005             | Wake up Europe ! Agir pour préserver le projet démocratique européen. | L'acte juridique demandé à la CE est de saisir le Conseil sur la situation en Hongrie en vertu de l'article 7 du TUE, afin de préserver les valeurs européennes telles que définies à l’article 2 du même TUE. [Selon les organisateurs la Hongrie mettrait en place des mesures antidémocratiques, xénophobes et contraires aux principes fondateurs de l'UE].                      | Page          | 30 nov. 2015    | 23 juin 2016                   |                 | ?                 | R      |
| 2015/ 000006             | Maman, Papa & les enfants - Initiative citoyenne européenne pour la protection du mariage et de la famille.                                                                                                 | Un règlement applicable horizontalement qui définit le mariage et la famille dans la loi européenne: le mariage est l’union entre un homme et une femme ; la famille est fondée sur le mariage et/ou la filiation. | Facebook      | 11 déc. 2015    |                                | 11 déc. 2016    | ?                 | E      |
| 2016                     | | |               |                 |                                |                 |                   |        |
| 2016/ 000001             | Let'sfly2Europe : donnons aux réfugiés la possibilité d’entrer en Europe légalement et en toute sécurité !                                                                                                  | Les réfugiés doivent avoir la possibilité d’entrer sur le territoire de l’Europe légalement et en toute sécurité. |               | 2 sept. 2016    | 3 déc. 2016                    |                 | ?                 | R      |
| 2016/ 000002             | People4Soil : signez l’initiative citoyenne pour sauver les sols d’Europe ! | Pourvoyeurs de sécurité alimentaire, de préservation de la biodiversité et de régulation du changement climatique, les sols constituent l’une des ressources les plus stratégiques de l’Europe. Il est temps d’en assurer la protection sur notre continent. |               | 12 sept. 2016   |                                | 12 sept. 2017   | 212 252,          | E      |
| 2016/ 000003             | Au-delà de l’éducation – Façonner des citoyens actifs et responsables. | Un ensemble de mesures d’incitation, notamment sous la forme d'un soutien et d'un suivi, en vue d'intégrer une éducation à la citoyenneté dans les programmes d'études à tous les niveaux de l’enseignement formel dans l'ensemble de l’Europe, le but étant de façonner des citoyens démocratiques.                                                                                 | Site          | 6 oct. 2016     |                                | 6 oct. 2017     |                   | E      |
| 2017                     | | |               |                 |                                |                 |                   |        |
| 2017/ 000001             | Instrument européen de libre circulation. | Garantir la libre circulation aux citoyens européens au moyen d’un instrument universel. | Site          | 11 janv. 2017   |                                | 11 janv. 2018   |                   | E      |
| 2017/ 000002             | Interdire le glyphosate et protéger la population et l’environnement contre les pesticides toxiques. | Nous demandons à la Commission européenne de proposer aux États membres une interdiction du glyphosate, de réformer la procédure d’approbation des pesticides et de fixer à l’échelle de l’UE des objectifs obligatoires de réduction de l’utilisation des pesticides. |               | 25 janv. 2017   |                                | 25 janv. 2018   | 1 070 865         | S      |
| 2017/ 000003             | La citoyenneté de l’UE pour les citoyens européens: l’unité dans la diversité malgré le droit du sol et le droit du sang.                                                                                   | Nature et finalité de la citoyenneté de l’Union, notamment dans son rapport à la nationalité. Retrait de l’Union d’un État membre et incidences. Droits des citoyens garantis par le droit de l’Union. | (en) Site     | 27 mars 2017    |                                | 27 mars 2018    |                   | E      |
| 2017/ 000004             | Minority SafePack – Nous sommes un million à signer pour la diversité de l’Europe. | Nous demandons à l’UE d’améliorer la protection des personnes appartenant à des minorités nationales et linguistiques et de renforcer la diversité culturelle et linguistique au sein de l’Union. | Site          | 3 avr. 2017     |                                | 3 avr. 2018     | 1 128 385         | S      |
| 2017/ 000005             | Maintien de la citoyenneté européenne. | Maintien de la citoyenneté européenne telle que conférée par les traités. | (en) Site     | 2 mai 2017      |                                | 2 mai 2018      |                   | E      |
| 2017/ 000006             | Réduisons les différences salariales et économiques qui divisent l'UE ! | Actes juridiques qui démontrent clairement l’intention de l’Union européenne d’éliminer les inégalités salariales entre les États membres et qui – afin d’atteindre cet objectif – prévoient une cohésion plus efficace de ces États. | Site          | 22 mai 2017     |                                | 22 mai 2018     |                   | E      |
| 2017/ 000007             | Arrêt de l'extrémisme. | Nous demandons à la Commission européenne de rédiger un projet de loi visant à prévenir et à réduire les conséquences négatives de l'extrémisme, en particulier sur le marché unique. | Site          | 12 juin 2017    |                                | 12 juin 2018    |                   | EC     |
| 2017/ 000008             | Stop TTIP. | We invite the European Commission to recommend to the Council to repeal the negotiating mandate for the Transatlantic Trade and Investment Partnership (TTIP) and not to conclude the Comprehensive Economic and Trade Agreement (CETA). | Site          | 10 juill. 2017  | 9 juill. 2018                  | 10 juill. 2018  |                   | R      |
| 2018                     | | |               |                 |                                |                 |                   |        |
| 2018/ 000001             | We are a welcoming Europe, let us help! | Governments are struggling to handle migration. Most of us want to help people in need because we care. Millions have stood up to help. Now we want to be heard. Let’s reclaim a Welcoming Europe! We call upon the European Commission to act. | Site          | 15 fév. 2018    |                                | 15 fév. 2019    |                   | E      |
|                          | End the Cage Age» (Pour une nouvelle ère sans cage) | «Dans l’Union européenne, des centaines de millions d’animaux d’élevage sont enfermés dans des cages pendant la plus grande partie de leur vie, ce qui est à l’origine de grandes souffrances. Nous demandons à la Commission européenne de mettre un terme à ce traitement inhumain des animaux d’élevage (...)                                                                     |               |                 |                                | 11 sept. 2019   | 1342999           | S (6)  |
| \|                       | | |               |                 |                                |                 |                   |        |
| 2019                     | | |               |                 |                                |                 |                   |        |
| 2019/ 000006             | Une solution rapide, équitable et efficace au changement climatique | Les scientifiques et les économistes sont d’accord: taxer de plus en plus la pollution et redistribuer les bénéfices aux ménages - ça marche. | Site          | 6 mai 2019      |                                | 6 mai 2020      |                   | EC     |
| 2019/ 000007             | Politique de cohésion pour l'égalité des régions et le maintien des cultures régionales | La politique de cohésion de l’Union devrait accorder une attention particulière aux régions dont les caractéristiques nationales, ethniques, culturelles, religieuses ou linguistiques diffèrent de celles des régions environnantes. | Site          | 7 mai 2019      |                                | 7 mai 2020      |                   | EC     |
| 2019/ 000008             | PRO-NUTRISCORE | Nous demandons à la Commission européenne d’imposer l'étiquetage simplifié « Nutriscore » sur les produits alimentaires, pour garantir une information nutritionnelle de qualité aux consommateurs européens et protéger leur santé. | Site          | 8 mai 2019      |                                | 8 mai 2020      |                   | R      |
| 2019/ 000009             | Mettre fin à l’exonération fiscale du carburant d’aviation en Europe | We call the European Commission to propose to member states the introduction of a tax on aviation fuel (kerosene). The aviation sector enjoys tax advantages despite being one of the fastest growing sources of greenhouse gas emissions. | Site          | 10 mai 2019     |                                | 10 mai 2020     |                   | EC     |
| 2020 (Nouveau règlement) | | |               |                 |                                |                 |                   |        |
|                          | Stop Finning - Stop the Trade» (Stop à la pêche aux ailerons – Stop au commerce) | |               | 31 janvier 2020 |                                | 31 janvier 2022 | 1119996           | S (8)  |
| \|                       | | |               |                 |                                |                 |                   |        |
| 2021                     | | |               |                 |                                |                 |                   |        |
| 2021/ 000006             | Pour des cosmétiques sans cruauté — S'engager en faveur d'une Europe sans expérimentation animale | Nous demandons à la Commission européenne de garantir et de renforcer l'interdiction de l'expérimentation animale pour les cosmétiques. | Site          | 31 août 2021    |                                | 31 août 2022    | 1 217 916         | S      |
| 2022                     | | |               |                 |                                |                 |                   |        |
|                          | Fur Free Europe | |               |                 |                                |                 | 1502319           | S (10) |
| \|                       | | |               |                 |                                |                 |                   |        |
| 2023                     | | |               |                 |                                |                 |                   |        |
| 2023/ 000006             | TAX THE RICH | Par cette initiative, la Commission européenne est invitée à instaurer un impôt européen sur la grande fortune. Cet impôt contribuerait aux ressources propres de l’Union et les recettes permettraient d’amplifier et de pérenniser les politiques européennes de transition environnementale, sociale et de coopération au développement, en cofinancement avec les États membres. | Site          | 9 oct. 2023     |                                | 9 sept. 2024    |                   | EC     |
| 2024                     | | |               |                 |                                |                 |                   |        |
| 2024/000004              | My Voice, My Choice: Pour un avortement sans danger et accessible | Par cette initiative, nous invitons la Commission européenne à présenter, dans un esprit de solidarité, une proposition de soutien financier aux États membres qui seraient en mesure de réaliser des interruptions de grossesse pour toute personne en Europe qui n’aurait toujours pas accès à un avortement sans danger et légal.                                                 | Site          | 24 avr. 2024    |                                | 24 avr. 2025    |                   | EC     |
| 2024/000001              | Interdiction des pratiques de conversion dans l'Union européenne | Par cette initiative, la Commission européenne est invitée à introduire une interdiction des "pratiques" de conversion envers les personnes LGBTQIA+ en Union européenne. | Site          | 17 mai 2024     |                                | 17 mai 2025     | environ 1 000 000 | EC     |
| 2024/000007              | Stop Destroying Videogames (Stop à la destruction des jeux vidéo) | (...) imposer aux éditeurs qui vendent ou accordent des licences pour des jeux vidéo (...) aux consommateurs de l’Union européenne l'obligation de laisser ces jeux vidéo dans un état fonctionnel (jouable).. | Site          | 31 juill. 2024  |                                | 31 juill. 2025  |                   | EC     |
| 2025                     | | |               |                 |                                |                 |                   |        |
| \|                       | | |               |                 |                                |                 |                   |        |

## Initiatives dont la demande d'enregistrement a été refusée
Stop TTIP and CETA, contre les accords de libre échange entre l'Union européenne, les États-Unis et le Canada, est une initiative déposée par un collectif de citoyens représentant 230 autres organisations (148 organisations au lancement de l'initiative) de 21 pays au Parlement européen le 15 juillet 2014 et est la 47e initiative. L'audition au Parlement européen de cette initiative a été refusée par la Commission européenne le 10 septembre 2014 bien qu'elle ait dépassé le million de signatures le 9 décembre 2014 en dépassant les seuils requis dans au moins 7 états membres (soit un quart des États membres de l'Union européenne en 2014), soit en seulement 5 mois. D'après la lettre de refus, l'ICE est invalide pour principalement deux motifs : premièrement, le projet de loi n'en était encore qu'au stade préparatoire et donc n'était pas un acte légal sur lequel il était possible de légiférer, et deuxièmement, une ICE ne peut que demander l'acceptation de la ratification d'une loi, et non pas empêcher une ratification,. Ce refus a soulevé de nombreuses critiques et le collectif a décidé de déposer un recours auprès de la Cour européenne de Justice au Luxembourg puisque le collectif estime que l'initiative remplit tous les critères, d'après l'avis de l'expert Bernhard Kempen de l'université de Cologne. Depuis, l'initiative a continué la pétition en dehors de l'ICE et elle atteint plus de 1 700 000 signataires en mai 2015 et 3 200 000 en octobre 2015.
À la suite du refus de la Commission, l'affaire s'est élevée devant les instances juridictionnelles de l'Union européenne devant lesquelles, les requérants sollicitaient l'annulation de la décision de rejet de la Commission européenne. Le 10 mai 2017, le Tribunal de l'Union européenne faisait droit à la demande des requérants et annulait, pour la première fois en matière d'initiative citoyenne européenne, la décision de rejet de la Commission européenne. La Commission approuve l'enregistrement de l'initiative le 4 juillet 2017 et rouvre la collecte de signatures du 10 juillet 2017 jusqu'au 10 juillet 2018.

## Initiatives réussies sous le premier règlement (2012-2019)

### Right to Water(2012)
Right to Water, pour un droit à l'eau et à l'assainissement, initiée le 10 mai 2012, clôturée le 1er novembre 2013, soumise le 20 décembre 2013 avec 1 659 543 signatures prises en compte sur 1 682 285 signatures recueillies selon la Commission européenne (1 884 790 signatures recueillies selon les organisateurs), auditionnée le 17 février 2014,, réponse de la Commission européenne le 19 mars 2014,.
En mars 2014, la Commission adopte sa réponse à l'initiative Right2Water. Le 1 juillet 2015, la Commission publie sa feuille de route pour l'évaluation de la directive Drinking et en février 2018, une proposition de révision de la directive Drinking Water. En décembre 2020, le parlement européen et le conseil adoptent la Directive révisée, qui entre en vigueur en janvier 2021.

### Un de nous(2012)
Un de nous, sur la protection juridique de l'embryon humain, initiée le 11 mai 2012, clôturée le 1er novembre 2013, soumise le 17 février 2014 avec 1 721 626 signatures recueillies selon la Commission européenne (1 897 588 signatures recueillies selon les organisateurs), auditionnée le 10 avril 2014, réponse de la Commission européenne le 28 mai 2014,.

### Stop vivisection(2012)
Stop vivisection, pour l'abolition de l'expérimentation animale, initiée le 22 juin 2012, clôturée le 1er novembre 2013, a recueilli 1 326 807 signatures selon les organisateurs.

### Interdire le glyphosate(2017)
« Interdire le glyphosate et protéger la population et l’environnement contre les pesticides toxiques », enregistrée le 25 janvier 2017, clôturée le 2 juillet 2017, a recueilli 1 070 865 signatures selon le site de la commission européenne. La commission a répondu le 12 décembre 2017 qu’il n’existait aucune raison scientifique ni juridique justifiant une interdiction du glyphosate et qu'elle ne ferait pas de proposition législative en ce sens. Elle a toutefois donné suite aux deux autres objectifs de l'initiative.
Le 11 Avril 2018, la Commission adopte un projet de Régulation sur la transparence et la soutenabilité des évaluations de risque européennes dans la chaîne agro-alimentaire. La régulation  a été adoptée par le parlement européen et le conseil en juin 2019. La nouvelle législation commence à entrer en vigueur au 27 Mars 2021.

### Minority SafePack – Nous sommes un million à signer pour la diversité de l’Europe(2017)
L’initiative intitulée «Minority SafePack – One million signatures for diversity in Europe» (ci-après l’«initiative Minority SafePack») est la cinquième initiative citoyenne européenne à avoir satisfait aux exigences énoncées dans le règlement relatif à l’initiative citoyenne européenne. Elle vise à améliorer la protection des personnes appartenant à des minorités nationales et linguistiques et à renforcer la diversité culturelle et linguistique dans l’Union. Elle invite l’UE à adopter une série d’actes législatifs à ces fins.
Le 14 janvier 2021, la commisison diffuse sa communication relative à l’initiative citoyenne européenne intitulée «Minority SafePack - One million signatures for diversity in Europe».

### Pour une nouvelle ère sans cage(2018)
La sixième ICE atteignant les seuils numériques considère que « Les cages infligent des souffrances à un nombre considérable d’animaux d’élevage chaque année. Elles sont cruelles et inutiles, alors qu’il existe des systèmes sans cage viables qui sont plus respectueux du bien-être animal. »
Le 10 juin 2021, le parlement européen se positionne en adoptant une résolution 2021/2633(RSP).
L’initiative est en harmonie avec les réflexions de la Commission. Elle sera prise en compte dans le Pacte vert pour l'Europe et par la stratégie «De la ferme à la table».
D'ici fin 2023, l'interdiction progressive des cages pour toutes les espèces et catégories d’animaux visées par l’initiative (poules pondeuses, truies, veaux, lapins, poulettes, poulets de chair reproducteurs, poules pondeuses reproductrices, cailles, canards et oies) doit être intégrée dans la législation européenne sur le bien-être des animaux après analyse d’impact et consultation publique.

### Sauvons les abeilles et les agriculteurs! Vers une agriculture respectueuse des abeilles pour un environnement sain(2019)
Cette ICE, demandant entre autres la suppression progressive des pesticides de synthèse d'ici 2035, devient la septième à recevoir une réponse de la commission le 7 avril 2023, après avoir été débattue au parlement européen le 16 mars.
La commission considère que le succès de cette initiative constitue un soutien en faveur du Pacte vert pour l'Europe et des propositions législatives en cours de débat au parlement européen relatives à la protection de la biodiversité : "Il est prioritaire de veiller à ce que les propositions en cours de négociation par les colégislateurs soient adoptées puis mises en application en temps utile […] Les déclarations de plus d'un million de citoyens en faveur de cette initiative citoyenne indiquent clairement que le niveau élevé d'ambition des propositions de la Commission doit être maintenu.".

## Initiatives réussies sous règlement depuis 2020
Depuis le nouveau règlement de 2020, on compte l'enregistrement d'une demie douzaine d'initiatives réussies.

## Commentaires
Selon les politistes Philippe Aldrin et Nicolas Hubé, une telle démarche « suppose la maîtrise d’un savoir-faire technique, l’appui d’une structure organisationnelle, mais aussi la détention de ressources relationnelles et institutionnelles considérables, qui semblent les limiter aux seuls lobbys et organisations professionnalisées de la société civile européenne ».